# Kevin Koe
Kevin Koe (* 11. Januar 1975 in Yellowknife) ist ein kanadischer Curler. Er spielt auf der Position des Skip.

## Karriere
Den ersten Erfolg auf internationaler Ebene errang Koe als Skip des kanadischen Teams (Third: Blake MacDonald, Second: Carter Rycroft, Lead: Nolan Thiessen, Alternate: Jamie King) bei der Weltmeisterschaft 2010 durch den Gewinn der Goldmedaille. Für die Teilnahme an der WM hatte er sich durch seinen ersten Sieg bei der kanadischen Meisterschaft der Männer The Brier 2010 qualifiziert. Koe vertrat dort die Provinz Alberta. Im Finale der WM traf er auf das norwegische Team von Torger Nergård, das mit 9:3 besiegt wurde.
Der nächste Sieg bei der Brier folgte 2014 durch einen Finalsieg gegen das für British Columbia antretende Team von John Morris. Koe konnte daher für Kanada an der Weltmeisterschaft 2014 teilnehmen, verpasste aber den Finaleinzug, nachdem zunächst das Page-Playoff-Spiel gegen das norwegische Team von Thomas Ulsrud und dann auch das Halbfinalspiel gegen das schwedische Team von Oskar Eriksson verloren ging. Eine dritte Niederlage folgte im Spiel um Platz 3 gegen die Schweiz mit Skip Peter de Cruz.
Bei der Brier 2016 konnte Koe zum dritten Mal die Goldmedaille gewinnen. Im Finale besiegte er mit seiner Mannschaft das für Neufundland und Labrador antretende Team von Brad Gushue. Als Vertreter Kanadas bei der Weltmeisterschaft 2016 konnte er seinen Erfolg von 2010 wiederholen und erneut die Goldmedaille gewinnen, diesmal mit Marc Kennedy als Third, Brent Laing als Second, Ben Hebert als Lead und Scott Pfeifer als Alternate. Im Finale besiegten die Kanadier das dänische Team von Rasmus Stjerne.
2017 konnte Koe seinen Titel bei der Brier nicht verteidigen, da er im Finale Brad Gushue unterlag. Er gewann damit zum zweiten Mal (nach 2012) die Silbermedaille bei der kanadischen Meisterschaft.
Koe spielt seit 1999 auf der World Curling Tour und konnte zahlreiche Wettbewerbe gewinnen.
Im November 2017 gewann er den kanadischen Ausscheidungswettbewerb (Roar of the Rings) durch einen Finalsieg gegen das Team von Mike McEwen und vertrat Kanada mit seinem Team bei den Olympischen Winterspielen 2018 in Pyeongchang. Die Mannschaft stand nach sechs Siegen und drei Niederlagen nach der Round Robin auf dem zweiten Platz. Im Halbfinale verloren die Kanadier gegen das Team USA um John Shuster und auch das Spiel um Platz drei gegen die Schweiz mit Skip Peter de Cruz ging verloren. Es war das erste Mal, dass eine kanadische Herrenmannschaft keine Medaille bei den Olympischen Winterspielen gewann.